# Conophis pulcher
Conophis pulcher är en ormart som beskrevs av Cope 1869. Conophis pulcher ingår i släktet Conophis och familjen snokar.> Inga underarter finns listade i Catalogue of Life.
Enligt The Reptile Database är Conophis pulcher ett synonym till Conophis lineatus.